# Semiothisa tenuilinea
Semiothisa tenuilinea là một loài bướm đêm trong họ Geometridae.